# Solo in Mondsee
Solo in Mondsee ist ein Jazzalbum von Paul Bley. Die am 25. Juni 2001 in Schloss Mondsee entstandenen Aufnahmen erschienen am 15. Juni 2007 auf ECM Records.

## Hintergrund
Solo in Mondsee war Paul Bleys zweites Soloalbum für ECM Records. Das erste, Open, to Love, erschien 35 Jahre zuvor. Dazwischen entstanden für verschiedene Label Soloalben wie Alone, Again (1975), Axis (1978), Tears (1984), Blues for Red (1992), Jazz 'n (E)Motion (1998) und Basics (2000).

## Titelliste
- Paul Bley – Solo in Mondsee (ECM 1786, ECM Records – 170 9775)[1]

1. I – 6:36
2. II – 5:01
3. III – 2:04
4. IV – 8:42
5. V – 3:41
6. VI – 8:10
7. VII – 7:37
8. VIII – 4:35
9. IX – 3:08
10. X – 5:37

Die Kompositionen stammen von Paul Bley.

## Rezeption
Schon mit der ersten der zehn „Mondsee-Variationen“ höre man, wie sich Fragmente anhäufen, Melodien halb vertraut werden, Konzepte aufgestellt werden, Streifzüge [auf der Suche] nach der Form unternommen werden, dann Zusammenhänge offenbart werden und Durchbrüche geschehen, nicht als endgültige Lösungen, sondern als in der Musik selbst enthaltene Wege, weiterzugehen, schrieb Thomas Conrad (JazzTimes). Es sei ein Werk befreiender Spontaneität, wie es nur von einem Künstler möglich sei, der seit über sechs Jahrzehnten daran arbeite, seinen Ausdruck zu einem reinen Kern der Klarheit zu destillieren. Bley würde in der Geschichte des Jazz eine Position einnehmen, die der von Lennie Tristano ähnle. Jeder Knoten, der zu einer „Variation“ wird, habe für sich genommen ein reichhaltiges Potenzial – seien es kurze, kryptische Codes wie „III“, ein Experiment, das zu einem Song werde, der einen Text gebrauchen könnte, wie „X“, oder eine Konstellation von Noten, die sich langsam wie Sterne drehen, wie „VII“. Doch mit der Zeit würden sich die einzelnen Identitäten der zehn Stücke auf der Reise verlieren. Die Suite sei [das Ergebnis] des kreativen Prozesses selbst, „der Fluss, der über den Damm strömt, Offenbarungen, die auf keine andere Weise zu entdecken sind“.